# Moriez
Moriez är en kommun i departementet Alpes-de-Haute-Provence i regionen Provence-Alpes-Côte d'Azur i sydöstra Frankrike. Kommunen ligger  i kantonen Saint-André-les-Alpes som ligger i arrondissementet Castellane. År 2022 hade Moriez 238 invånare.

## Befolkningsutveckling
Antalet invånare i kommunen Moriez
Referens: INSEE